# Penicillium lanosum
Penicillium lanosum är en svampart som beskrevs av Westling 1911. Penicillium lanosum ingår i släktet Penicillium och familjen Trichocomaceae.   Inga underarter finns listade i Catalogue of Life.